# Coupe de la CAF 1992
Navigation
Édition suivante
La Coupe de la CAF 1992 est la première édition de la Coupe de la CAF. 
Elle voit le sacre du club du Shooting Stars FC du Nigeria qui bat les Ougandais de Villa SC en finale, lors de cette première édition de la Coupe de la CAF, qui est disputée par les vice-champions des nations membres de la CAF. Toutes les rencontres sont disputées en matchs aller et retour.

## Premier tour
| Équipe 1                   | Résultat      | Équipe 2                           | Aller | Retour |
| -------------------------- | ------------- | ---------------------------------- | ----- | ------ |
| AS Kaloum Star             | 4 - 5         | ASMO Libreville                    | 3 - 0 | 1 - 5  |
| ASM Oran                   | 5 - 2         | ASC Air Mauritanie                 | 4 - 0 | 1 - 2  |
| Al Wahda Tripoli           | 3 - 2         | Al-Mourada SC                      | 1 - 0 | 2 - 2  |
| CA Bizerte                 | 4 - 1         | Zumunta AC                         | 3 - 0 | 1 - 1  |
| Diamant Yaoundé            | 3 - 1         | AS CotonTchad                      | 2 - 0 | 1 - 1  |
| Djoliba AC                 | 2 - 2e        | USCB Ouagadougou                   | 2 - 1 | 0 - 1  |
| Étoile du Congo            | 5 - 1         | Deportivo Mongomo                  | 5 - 0 | 0 - 1  |
| Sporting Club de Gagnoa    | 3 - 1         | Petroca FC                         | 3 - 0 | 0 - 1  |
| Kisumu Postal              | 4 - 1         | Small Simba FC                     | 2 - 1 | 2 - 0  |
| Linare FC                  | 0 - 4         | Ferroviario Maputo                 | 0 - 0 | 0 - 4  |
| OC Mbongo Sports           | 5 - 0         | African Stars FC                   | 3 - 0 | 2 - 0  |
| Mufulira Wanderers forfait | -             | Grupo Desportivo Sagrada Esperança | -     | -      |
| Villa SC                   | 5 - 2         | Moneni Pirates                     | 3 - 1 | 2 - 1  |
| ASEC Ndiambour             | 0 - 0 5-4 tab | East End Lions                     | 0 - 0 | 0 - 0  |
| Real Tamale United         | 1 - 1 5-6 tab | Dragons de l'Ouémé                 | 1 - 0 | 0 - 1  |

- Shooting Stars FC (Nigeria) est exempté de premier tour et rentre directement en huitièmes de finale.

## Huitièmes de finale
| Équipe 1                | Résultat      | Équipe 2                           | Aller | Retour |
| ----------------------- | ------------- | ---------------------------------- | ----- | ------ |
| ASM Oran                | 4 - 3         | Al Wahda Tripoli                   | 3 - 0 | 1 - 3  |
| Dragons de l'Ouémé      | 0 - 3         | ASMO Libreville                    | 0 - 0 | 0 - 3  |
| Ferroviario Maputo      | 5 - 5 5-4 tab | Grupo Desportivo Sagrada Esperança | 3 - 2 | 2 - 3  |
| Sporting Club de Gagnoa | 3 - 0         | Étoile du Congo                    | 2 - 0 | 1 - 0  |
| OC Mbongo Sports        | 1e - 1        | Diamant Yaoundé                    | 0 - 0 | 1 - 1  |
| Villa SC                | 2 - 0         | Kisumu Postal                      | 1 - 0 | 1 - 0  |
| ASEC Ndiambour          | 2 - 4         | CA Bizerte                         | 1 - 0 | 1 - 4  |
| USCB Ouagadougou        | 1 - 4         | Shooting Stars FC                  | 1 - 1 | 0 - 3  |

## Quarts de finale
| Équipe 1                | Résultat      | Équipe 2           | Aller | Retour |
| ----------------------- | ------------- | ------------------ | ----- | ------ |
| ASM Oran                | 0 - 2         | CA Bizerte         | 0 - 0 | 0 - 2  |
| Sporting Club de Gagnoa | 1 - 5         | Ferroviario Maputo | 0 - 2 | 1 - 3  |
| Villa SC                | 3 - 2         | ASMO Libreville    | 3 - 1 | 0 - 1  |
| Shooting Stars FC       | 1 - 1 4-3 tab | OC Mbongo Sports   | 1 - 0 | 0 - 1  |

## Demi-finales
| Équipe 1   | Résultat      | Équipe 2           | Aller | Retour |
| ---------- | ------------- | ------------------ | ----- | ------ |
| CA Bizerte | 2 - 3         | Shooting Stars FC  | 2 - 0 | 0 - 3  |
| Villa SC   | 2 - 2 4-3 tab | Ferroviario Maputo | 1 - 1 | 1 - 1  |

## Finale
- Matchs disputés les 14 et 28 novembre 1992.

| Équipe 1 | Résultat | Équipe 2          | Aller | Retour |
| -------- | -------- | ----------------- | ----- | ------ |
| Villa SC | 0 - 3    | Shooting Stars FC | 0 - 0 | 0 - 3  |

## Vainqueur
| Coupe de la CAF Vainqueur 1992  |
| ------------------------------- |
| Shooting Stars FC Premier titre |